# Xoca (joc)
La xoca era un joc medieval que al nord de França s'anomenava la soule i a Tolosa de Llenguadoc, i en occità, era el joc de chocas.
El trobem en documents catalans dels darrers segles medievals amb els noms de xoca, curra o ribla.
El joc consistia en el fet que els jugadors de dos equips, que duien un bastó corb, havien d'aconseguir que una pilota superés una de les dues ratlles que hi havia en els extrems d'un camp (de vegades, en lloc d'una línia, hi podia haver un clot a terra).